# Soldatove, Hadeaci
Soldatove (în ucraineană Солдатове) este un sat în comuna Lîsivka din raionul Hadeaci, regiunea Poltava, Ucraina.

## Demografie
Componența lingvistică a localității Soldatove
     Ucraineană (100%)
Conform recensământului din 2001, toată populația localității Soldatove era vorbitoare de ucraineană (100%).